# Liopsetta
A Liopsetta a csontos halak (Osteichthyes) főosztályának a sugarasúszójú halak (Actinopterygii) osztályába, ezen belül a lepényhalalakúak (Pleuronectiformes) rendjébe és a lepényhalfélék (Pleuronectidae) családjába tartozó nem.

## Rendszerezésük
A nembe az alábbi 3 faj tartozik:
- sarki lepényhal (Liopsetta glacialis) (Pallas, 1776)
- Liopsetta pinnifasciata (Kner, 1870)
- Liopsetta putnami (Gill, 1864)